# Le Mirano
Le Mirano est un cinéma de quartier situé dans la commune bruxelloise de Saint-Josse-ten-Noode, inauguré en 1934 et qui ferme ses portes en 1978.

## Historique

### À la Girafe
Ouvert en 1912, le « Grand Casino de Saint-Josse » est une « brasserie-cinéma-salle de fêtes » située n° 38 chaussée de Louvain entre les places Madou et Saint-Josse, et où sont projetés des films depuis 1919. La salle, de type café-concert, possédait une scène et était surmontée d'une galerie en forme de "U" supportée par nombre de colonnettes métalliques. Surnommé « À la Girafe » à cause de son enseigne lumineuse à l'image de cet animal qui ornait sa marquise, cet établissement, qui cessera ses activités en 1933, deviendra le cinéma Mirano en 1934.

### Le Mirano
Complètement rénové par Georges Van Vlasselaer, un boucher de la commune qui sera par après à la tête d'un véritable empire dans le monde du cinéma, cette salle dotée d'un balcon était alors la plus grande de Saint-Josse avec ses 600 places. En 1942, l'architecte René Ajoux en modifie l'entrée et, en 1951 et après destruction des immeubles sis au n° 38 et 40, il reconstruit le cinéma, qu'il dote de sa façade emblématique, de son entrée majestueuse en forme d'entonnoir, de son monumental auvent en béton et de son enseigne verticale « ciné Mirano », le tout illuminé par de nombreux tubes au néon. La caisse, mobile, est rentrée à la fin du service et de grandes affiches peintes annoncent les films projetés et à venir. En 1976, le Mirano devient une salle d'exclusivité qui présente en première vision et en français les mêmes films diffusés en version originale dans le centre de Bruxelles. La crise du cinéma s'accentuant, le dernier film y est diffusé le 17 mai 1978.

### Le Mirano Continental
En 1981, la salle, tout en conservant sa structure d'origine, est transformée et devient une discothèque branchée, le Mirano Continental dont les différents évènements sont parfois encore agrémentés de projections. La ligue d'impro y organise ses tournois de 1986 à 2000.
Le Mirano Continental ferme ses portes en 2017 pour permettre des rénovations qui dureront deux ans. À sa réouverture, en 2019, le Mirano est repris par le groupe « Art Blanc » composé de deux frères, Jérôme et Jonathan Blanchart. Le club est désormais ouvert tous les week-ends. Les vendredis sont principalement axés sur de la musique électronique tandis que les samedis sur de la musique plus urbaine. 

## Adresse
Chaussée de Louvain, n° 38, à Saint-Josse-ten-Noode.